# Томас Морган
 Томас Хънт Морган (на английски: Thomas Hunt Morgan) (1866 – 1945) е американски биолог, професор (1904).
Директор на Биологичната лаборатория при Калифорнийския технически институт. Работи върху ембриологията на животните, регенерацията и експерименталната зоология. Особено известни са изследванията му върху наследствеността. Създава хромозомната теория за наследствеността.
Носител е на Нобелова награда през 1933 г.

## Трудове
- „Еволюция и наследственост“ – 1925 г.;
- „Хромозомна теория“ – 1926 г.;
- „Експериментална ембриология“ – 1927 г.